# Philosophical Institute of Victoria
Philosophical Institute of Victoria – był instytutem naukowym działającym w stanie Wiktoria w Australii w XIX wieku. Został założony w 1854 roku poprzez połączenie Victorian Institute for the Advancement of Science i Philosophical Society of Victoria. Pierwsze spotkanie nowo założonego instytutu odbyło się 10 lipca 1855 roku w Muzeum Historii Naturalnej. Zgodnie z deklaracją założycielską „przedmioty Instytutu Filozoficznego będą takie same jak Towarzystwa Filozoficznego, a sposób działania nowego Instytutu będzie taki sam jak starego Towarzystwa”. Inauguracyjnym przewodniczącym został geodeta generalny stanu Wiktoria kapitan Andrew Clark.
Referaty odczytane na pierwszym spotkaniu:
- „O fizycznym charakterze hrabstwa Heytesbury”.
- „O korzystnym geologicznym i chemicznym charakterze głównych skał i gleb w Wiktorii, w odniesieniu do produkcji zwykłych zbóż i wina”, autorstwa Clementa Hodgkinsona.

Zaprezentowano i omówiono tabelę meteorologiczną dla stanu Wiktoria w czerwcu 1855 roku.
W 1857 roku Instytut Filozoficzny utworzył Komitet Eksploracyjny, którego celem było zbadanie potrzeb i opracowanie praktycznego wyposażenia ekspedycji w celu zbadania kontynentu Australii. W jej skład weszło wielu wybitnych wiktoriańskich naukowców i inżynierów, w tym Redmond Barry, Clement Hodgkinson i Ferdinand von Mueller.
Instytut został przekształcony w Royal Society of Victoria w 1859 roku.